# René Vázquez Díaz
René Vázquez Diaz, född 7 september 1952 i Provincia de Villa Clara på Kuba, är en romanförfattare, poet, översättare och kulturjournalist som är bosatt i Sverige sedan Julafton 1974. Flera av hans böcker har översatts till franska, engelska, italienska och finska. I december 2007 belönades Vázquez Díaz med Radio France Internationales romanpris Juan Rulfo för sin bok "Välkommen till Miami, dr Leal".

## Biografi
Vázquez Díaz som är född och uppvuxen på Kuba fick 1972  ett stipendium för att utbilda sig till skeppsbyggare i Polen. Två år senare hoppade han av och kom till Sverige den 24 december 1974. Denna livsresa skildrar han i den hyllade självbiografiska romanen Städer vid havet (2011). För den fick han Skånebokhandlarnas Författarpris 2011. I Sverige blev Vázquez Díaz aktiv som romanförfattare och skribent. Han skriver på både spanska och svenska och har publicerat ett flertal romaner och andra böcker t ex Fredrika i paradis, om Fredrika Bremer och hennes vistelse på Kuba 1851, samt Oliktänkaren, en bok om Artur Lundkvist, där han lägger fram bevis på hur säkerhetspolisen bevakade både Lundkvist och hans fru, poeten Maria Wine.   
Vázquez Díaz artiklar och essäer i urval finns samlade i böcker som Anteckningar i marginalen (2000) och Skygga väsen (2012). 
Judits slavinna (2021) är hans senaste roman. Han var med och startade Poesidagarna i Malmö i mitten av 1980-talet och ingick under åren 2005-2012 i svenska Författarförbundets styrelse. På 90-talet var han projektledare på Olof Palmes Internationella Center, där han bland annat sammanställde boken Health and Nutrition in Cuba: Effects of the U.S. Embargo. På Olof Palmes Internationella Center organiserade han det första mötet mellan kubanska författare från hemlandet och i exil. I den sk Stockholmsdeklarationen fastslog författarna: 
”USA:s ekonomiska och finansiella blockad mot republiken Kuba bör ofördröjligen och villkorslöst hävas som ett absolut nödvändigt bidrag till återställandet av nationens jämvikt”. 
Han har översatt ett flertal svenska författare till spanska, bland andra Artur Lundkvist, Birgitta Trotzig, Maja Lundgren och Sara Gordan. Han har också publicerat en antologi i Madrid med dikter från Sápmi. Han har medarbetat i Svenskt översättarlexikon och var medlem i Kulturrådets Klassikergrupp, vars uppdrag var att välja moderna klassiker för att främja ungdomars läsning.
Vázquez Díaz har varit Sommarvärd två gånger, 1994 och 2006.

## Medverkan i samlingsverk (urval)
- Artes, 6/1986, Brygd av heliga örter.
- I detta skånska rum, Södra Magasinet, 1991/1992, Sekelslut.
- Moderna språk, nummer 2, 1991, sid 165, Intervju.
- Socialistisk debatt, Nummer 203, Klasskamp och sex i En dåres försvarstal.
- Boken om Malmö, 1994, om kommande Städer vid havet.
- En dag om året. Svenska författares texter till det svenska folkbiblioteket, 1998, Författarens naturliga hem.
- Malmöboken, 2006, Fyra gånger Malmö.
- Tystade röster, 2007, Därför tystas journalister.
- En vänbok till Ingemar Leckius, 2008, Inlevelse, förståelse, solidaritet.
- Våld till vardags, 2008, Att döda den sämsta i världen.
- Lyrikvännen, nummer 5, 2009, Kroppen, Lusten och Rösten.